# Simo Matavulj
Simo Matavulj (v srbské cyrilici Симо Матавуљ, 1852, Šibenik – 20. února 1908, Bělehrad) byl srbský realistický spisovatel, původem z Dalmácie. Proslavil se hlavně romány Bakonja fra Brne (později zfilmován), či Uskok, kde barvitě líčil prostředí dalmatské (v prvním případě), či černohorské (v druhém) společnosti, národnostně i nábožensky rozdělené.

## Biografie
Matavulj studoval v jazykově smíšené oblasti přímoří, kde se mluvilo jak srbsky či chorvatsky, tak italsky. Studoval v jazykově smíšené škole - šibenickém gymnáziu, poté se chtěl stát igumenem v pravoslavném klášteře. Italské prostředí (v 70. letech pracoval Matavulj v Herceg Novém jako učitel italštiny) jej dosti ovlivnilo. Přestože byla realistická generace srbských autorů poměrně mnohostranně orientována a od socialistických témat pokrývala i vlastenectví a lásku k tehdejšímu řádu, orientace na západní Evropu v podobě konkrétně Itálie a ještě Francie nebyla příliš běžná.
V roce 1875 se zapojil do hercegovského povstání. Poté působil na černohorském dvoře jako vychovatel nástupníka trůnu, Danila. V pozdějších letech se pak přestěhoval nejprve do Zaječaru (1887) a nakonec do Bělehradu, kde se stal jedním z průkopníků těch autorů, kteří se věnovali ve své tvorbě právě srbské metropoli. Pracoval jako profesor, či jako sekretář tiskového úřadu ministerstva zahraničí Srbska.